# Mel Bonis

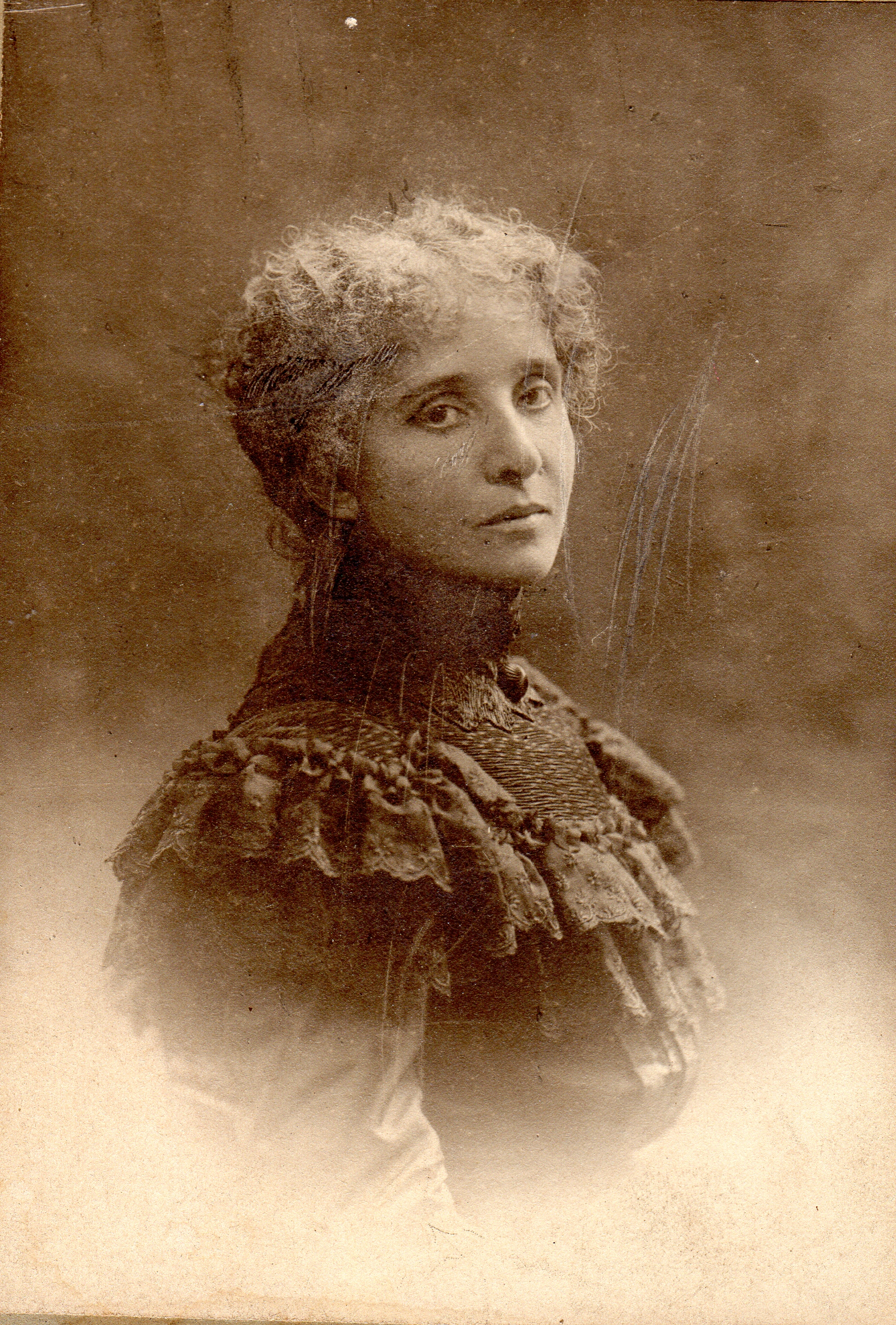
Mel Bonis cap als 50, foto ca. 1908.

Mélanie Hélène Bonis, coneguda com a Mel Bonis (París, 21 de gener de 1858 – Sarcelles, Val-d'Oise, 18 de març de 1937) va ser una prolífica compositora francesa. Va escriure més de tres-centes composicions, incloent-hi obres per a piano sol i a quatre mans, peces per a orgue, música de cambra, música coral, una missa, i obres per a orquestra.

## Biografia
Bonis va néixer en el si d'una família parisenca de la petita burgesia i va ser educada segons les estrictes normes de la moral catòlica de l'època. De ben jove va mostrar un gran talent i sensibilitat musical, i va aprendre a tocar el piano de forma autodidacta. Inicialment els seus pares no van donar suport al seu interès per la música, però quan tenia dotze anys, un amic de la família, músic al teatre de l'Òpera i futur professor del Conservatori de París, els va convèncer perquè li permetessin rebre classes reglades de música. El 1876 va començar els seus estudis al Conservatori, estudiant acompanyament, harmonia i composició amb Ernest Guiraud, i va compartir aules amb futurs compositors d'èxit com Claude Debussy i Gabriel Pierné. Va ser alumna oient de les classes d'orgue de César Franck. Va ser una estudiant destacada i la seva aplicació va ser reconeguda amb el segon premi d'acompanyament al piano l'any 1879 i el primer premi d'harmonia el curs següent. A causa de les dificultats que trobava com a dona a l'hora de compondre, va començar a signar els seus treballs amb la forma més ambigua de «Mel».
Al Conservatori va conèixer Amédée Landély Hettich, que hi estudiava cant i era poeta, periodista i crític musical. Es van enamorar i ella va musicar algun dels seus poemes. Tanmateix, als seus pares no els agradava el pretendent ni tampoc l'ambient musical; desitjaven per a ella una professió més «femenina» i més segura, com podia ser la costura, i també un millor casament. Van obligar-la a deixar el Conservatori i li van arranjar un matrimoni amb Albert Domange, un empresari vint-i-dos anys més gran que ella, que era vidu en segones núpcies i tenia fills. Es van casar el 1883 i Bonis es va retirar oficialment de la música per tenir cura de la casa i dels tres fills que van tenir.
A penes es coneixen composicions seves entre 1881 i 1890, però la correspondència que va mantenir amb el seu professor al Conservatori Ernest Guiraud demostren que el seu interès pel treball musical es va mantenir viu.
En la dècada de 1890 va retrobar Hettich de nou, que la va animar per retornar a composició, ajudant-la a rellançar la seva carrera. Alhora, van iniciar una relació de la qual va néixer una filla il·legítima, Madeleine. La nena va ser deixada en custòdia d'una dida i la seva existència es va mantenir en secret fins al 1914. Bonis torna a dedicar-se a la composició, i va aconseguir ser membre de la Societat de Compositors, de la qual va ser secretària i publicar les seves obres amb Éditions Alphonse Leduc.
Els seus primers èxits la van animar a seguir el seu camí artístic i a provar la música simfònica. Tanmateix, aleshores va sentir la necessitat de completar la seva formació musical —interrompuda vint anys abans— amb Charles Koechlin (1908–1909). Tot i que els manuscrits de les tres peces que ara formen el cicle simfònic Femmes de légende —publicats per primera vegada el 2018— no tenen data, òbviament van ser escrits després d'aquestes lliçons d'orquestració moderna.

## Obra
L'obra de Bonis compta amb unes tres-centes peces en les quals es representen gairebé tots els gèneres: melodies, cors, peces per a piano, peces per a orgue, obres de música de cambra (incloent-hi un cert nombre d'obres mestres com ara quartets i sonates), obres per a orquestra. Aquest corpus, d'estil postromàntic, s'ajusta molt a la seva època. La música és molt variada, reflecteix des del drama fins l'humor, amb peces vigoroses i sensuals, amb canvis d'escenari orientalistes, sempre molt ben escrites i de gran sensibilitat.
La seva escriptura és personal identificable per l'originalitat de les harmonies i els ritmes. L'obra per a piano, a més dels quaderns pedagògics, consta d'una seixantena de peces que Mel Bonis va escriure al llarg de la seva carrera. El conjunt estava format originàriament per col·leccions i peces aïllades que van aparèixer en aquell moment amb les principals editorials parisenques. Al voltant d'un terç mai s'havia publicat en vida. El cicle de «Dones llegendàries», peces de concert, moltes peces pintoresques i poètiques, danses, a quatre mans i a dos pianos.
Entre 1900 i 1910, Mel Bonis va gaudir d'una certa notorietat en l'entorn musical parisenc. Veu interpretades algunes de les seves obres, sobretot en el marc de la National Society of Music. «Mai no hauria cregut que una dona fos capaç d'escriure això», va dir Camille Saint-Saëns a Jean Gounod, parlant del seu primer quartet, «coneix tots els trucs de l'ofici». Però, en l'última etapa de la seva vida, Mel Bonis estava deprimida física i psicològicament. Ella segueix component, però a l'ombra. Escriu a les seves memòries: «El meu gran dolor: no escoltar mai la meva música.» Després de la seva mort, va quedar completament oblidada durant més de cinquanta anys.

## Composicions
El 2020, Etienne Jardin i Christine Géliot van actualitzar el Catàleg detallat de les obres compostes per Mel Bonis, que compten obres per a piano, per a orgue, música de cambra, orquestra, cant, i joventut (obres pedagògiques per a piano, cant, violí i piano, percussió, etc.). Aquí se n'indica una selecció:

### Música de cambra[6]
- Nocturn, opus 16, per a violí, viola, violoncel i arpa o piano (1892?).
- Suite orientale, opus 48, per a piano, violí i violoncel (1900).
- Suite per a flauta, violí i piano, opus 59 (1921).
- Sonata per a flauta en do sostingut menor, opus 64 (1903).
- Sonata per a violoncel i piano en fa major, opus 67 (1905).
- Quartet per a piano i cordes en si bemol, opus 69 (2004).
- Fantaisie, septet per a piano, dues flautes, dos violins, viola i violoncel, opus 72 (1906).
- L'oiseau bleu, opus 74 (1905)..
- Soir, matin, per piano, violí i violoncel, opus 76.
- Sonata per a violí i piano opus 112 (1923).
- Scènes de la forêt, per a flauta, trompa i piano, opus 123 (1927).
- Suite dans le style ancien, opus 127/1 (edició pòstuma, 2006).
- Peces diverses per a violí i piano, flauta i piano.

### Música per a piano[6]
Dins nou volums
- Primer volum: Phœbé, opus 30. (Reedició de 2004: Femmes de légende): Phoebé, Viviane, Salomé, Omphale, Ophelie, Cléopatra, Echo.
- Segon i tercers volums: Barcarolle en si bémol majeur, opus 41 (Edició pòstuma de 2006: Pièces pittoresques et poétiques.
- Quart volum: Barcarolle pour piano en mi bémol majeur, opus 71 (Reedició 2004: Pièces de concert).
- Cinquè volum: Danses et Pièces Légères
- Sisè volum: Piano à quatre mains.
- Setè volum: Pièces Pittoresques et Poétiques III, set peces
- Vuitè volum: Piano à quatre mains B
- Novè volum: Deux pianos à quatre principal, Scherzo opus 40 i Variacions opus 85

### Música per a infants[6]
- Escenes infantils, opus 92 (1912).
- Miocheries 14 peces infantils, opus 126 (1928).
- Neuf Pièces faciles pour piano, opus 148 (1936).
- Dix-sept pièces enfantines pour piano, opus 116 (1926)
- Album pour les tout-petits, opus 103 (1913).

### Música per a orgue[6]
- 21 Peces d'òrgan, Carrara Pergame (Itàlia) amb Toccata, Cantabile, Coral, etc.
- 6 Peces Inacabades.

### Música religiosa vocal[6]
- Regina Cœli, opus 45 (1899).
- Messe à capella, opus 164 (1998).
- Salve Regina, opus 169 (edició pòstuma:2000).
- Ave Maria opus 176 (inèdit).

### Orquestra[6]
- Les Gitanos: valse espagnole, opus 15- 3, Orquestració per A. Gauwin (1891),
- Suite en forme de valse, opus 35 a 38/2.(1898)
- Bourrée, opus 62/2 (1909).
- Pavane, opus 81/3 (1909).
- Sarabande, opus 82/2 (1909).
- Trois femmes de légende: Salome, opus 100/2; Ophelia, opus 165- 2; Le songe de Cléopâtra, opus 180/2 (edició pòstuma: 2018).

### Orquestra infantil[6]
- La symphonie burlesque, opus 185 (edició pòstuma 2016).